# アンソニー・ボルピー
- アンソニー・ボルペ

アンソニー・マイケル・ボルピー（Anthony Michael Volpe 英語発音: /ˈænθəni ˈvoʊlˌpeɪ/; ,2001年4月28日 - ）は、アメリカ合衆国ニューヨーク州ニューヨーク市マンハッタン区出身のプロ野球選手（遊撃手）。右投右打。MLBのニューヨーク・ヤンキース所属。

## 経歴

### プロ入り前
ニューヨーク州ニューヨーク市マンハッタン区出身のイタリアとフィリピン系アメリカ人である。家族はニューヨーク・ヤンキースのシーズン観戦チケットを保有していたことで、頻繁にヤンキース戦を観戦。ボルピーは幼少期からヤンキースファンとして育った。小学4年生の頃にニュージャージー州サマセット郡ワチャングへ転居。
2013年にはWBSC U-12ワールドカップ、2016年にはU-15ワールドカップのアメリカ合衆国代表にそれぞれ選出されている。また、高校時代はジャック・ライターとチームメイトであった。

### ヤンキース時代

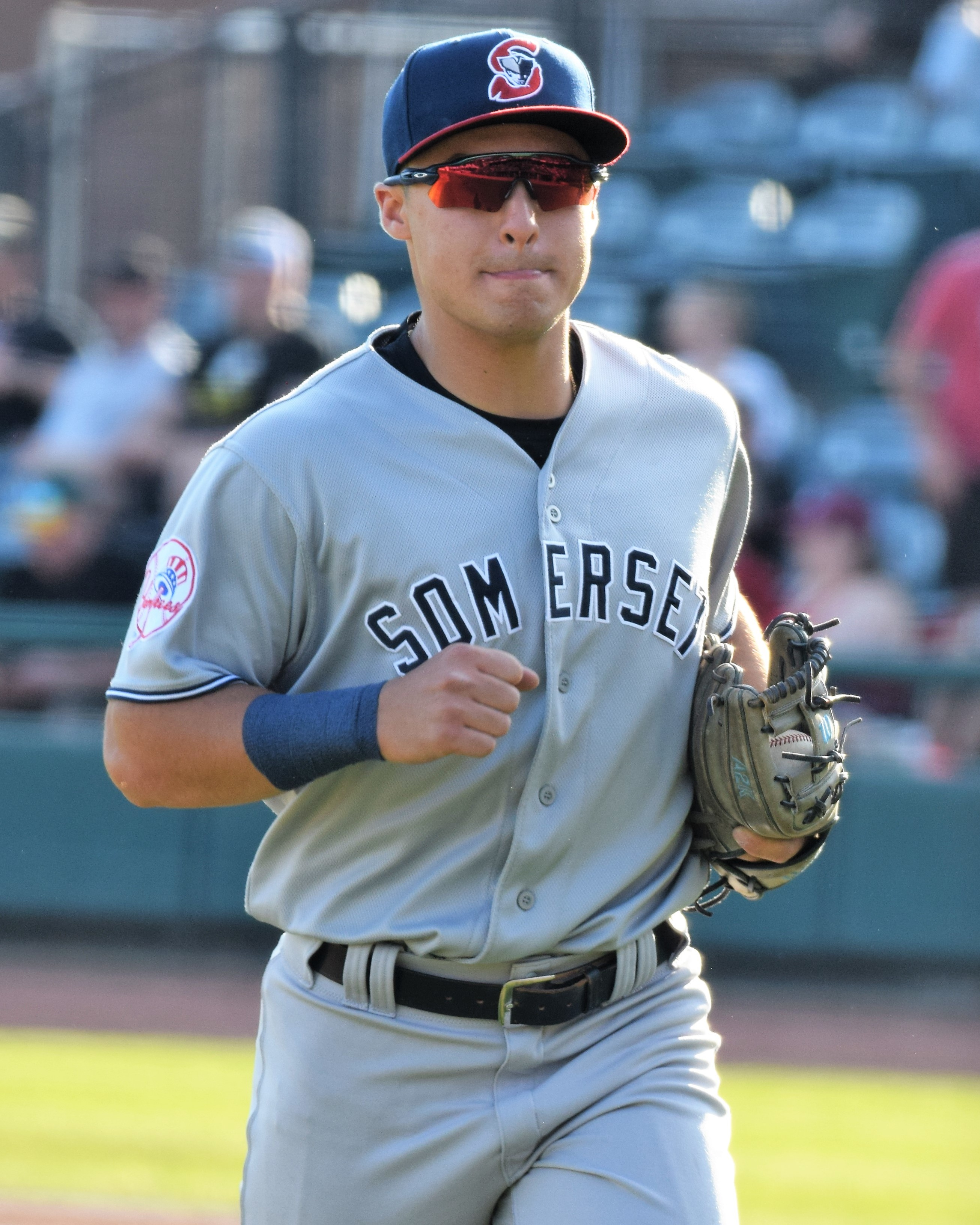
AA級サマセット・ペイトリオッツ時代
（2022年5月12日）

2019年のMLBドラフト1巡目（全体30位）でニューヨーク・ヤンキースから指名され、予定していたヴァンダービルト大学への進学を取り止めプロ入り。契約金は270万ドル。傘下のルーキー+級プラスキ・ヤンキースでプロデビューし、34試合に出場して打率.215、2本塁打、11打点の成績を記録した。
2020年は新型コロナウイルスの影響でマイナーリーグの試合が開催されず、公式戦への出場はなかった。
2021年はA級タンパ・ターポンズで開幕を迎え、シーズン途中にA+級ハドソンバレー・レネゲーズに昇格。シーズン途中にMLB公式サイトが発表したプロスペクトランキングで99位にランクインしていたが、その後更新された同ランキングでは一気に15位まで上昇した。この年は2チーム合計で109試合に出場して打率.294、27本塁打、86打点の成績を記録した。
2022年はAA級サマセット・ペイトリオッツで開幕を迎え、シーズン途中にはオールスター・フューチャーズゲームに選出された。
2023年はスプリングトレーニングでOPS10割超えの好成績を残し、開幕ロースターに抜擢。3月30日の開幕戦であるサンフランシスコ・ジャイアンツ戦で「9番・遊撃手」として初出場を果たし、初試合で初盗塁を記録。2試合目でアレックス・カッブから初安打を放ち、 MLBタイ記録かつ1901年以来5人目となるデビューから3試合連続で盗塁を成功させた。9月1日には20本塁打を達成し、MLB史上15人目の新人かつMLB史上3人目となる新人遊撃手でのシーズン20本塁打・20盗塁を達成した。
2024年は、4月1日からキャリア初の1試合4安打を記録すると、5月には21試合連続安打と好調。先頭打者としての役割を果たしていたものの、その後長期的な不振に陥ると7月に下位での打順起用となった。初のポストシーズンでは打率.287、OPS.815、5盗塁を記録。特にワールドシリーズ第4戦では満塁本塁打を放ち、球団でのワールドシリーズの満塁本塁打は、1998年のティノ・マルティネス以来の26年ぶりの記録となった。

## 選手としての特徴
強打の遊撃手で、将来は打率.280、25〜30本塁打前後を記録できると評されている。
「ニューヨーク都市圏出身」、「右打ちの遊撃手」、「ヤンキースのドラフト1巡目指名」と共通点の多いデレク・ジーターと常に比較されており、球団の未来の顔として期待されている。
ヤンキースでの背番号は、フランチャイズ・プレイヤーとして14シーズンに渡り現役生活を続けたブレット・ガードナーの「11」を受け継いだ。

## 詳細情報

### 年度別打撃成績
| 年 度    | 球 団    | 試 合 | 打 席 | 打 数 | 得 点 | 安 打 | 二 塁 打 | 三 塁 打 | 本 塁 打 | 塁 打 | 打 点 | 盗 塁 | 盗 塁 死 | 犠 打 | 犠 飛 | 四 球 | 敬 遠 | 死 球 | 三 振 | 併 殺 打 | 打 率 | 出 塁 率 | 長 打 率 | O P S |
| -------- | -------- | ----- | ----- | ----- | ----- | ----- | -------- | -------- | -------- | ----- | ----- | ----- | -------- | ----- | ----- | ----- | ----- | ----- | ----- | -------- | ----- | -------- | -------- | ----- |
| 2023     | NYY      | 159   | 601   | 541   | 62    | 113   | 23       | 4        | 21       | 207   | 60    | 24    | 5        | 1     | 2     | 52    | 0     | 5     | 167   | 10       | .209  | .283     | .383     | .666  |
| 2024     | NYY      | 160   | 689   | 637   | 90    | 155   | 27       | 7        | 12       | 232   | 60    | 28    | 7        | 2     | 3     | 42    | 1     | 4     | 156   | 9        | .243  | .293     | .364     | .657  |
| MLB：2年 | MLB：2年 | 319   | 1290  | 1178  | 152   | 268   | 50       | 11       | 33       | 439   | 120   | 52    | 12       | 3     | 5     | 94    | 1     | 9     | 323   | 19       | .228  | .288     | .373     | .661  |

- 2024年度シーズン終了時

### 年度別守備成績
| 年 度 | 球 団 | 遊撃（SS） | 遊撃（SS） | 遊撃（SS） | 遊撃（SS） | 遊撃（SS） | 遊撃（SS） |
| 年 度 | 球 団 | 試 合      | 刺 殺      | 補 殺      | 失 策      | 併 殺      | 守 備 率   |
| ----- | ----- | ---------- | ---------- | ---------- | ---------- | ---------- | ---------- |
| 2023  | NYY   | 157        | 186        | 357        | 17         | 63         | .970       |
| 2024  | NYY   | 160        | 210        | 344        | 16         | 68         | .972       |
| MLB   | MLB   | 317        | 396        | 701        | 33         | 131        | .971       |

- 2024年度シーズン終了時
- 各年度の太字はリーグ最高
- 各年度の太字年はゴールドグラブ賞受賞

### 表彰
- ゴールドグラブ賞（遊撃手部門）：1回（2023年）

### 記録
MiLB
- オールスター・フューチャーズゲーム選出：1回（2022年）

### 背番号
- 11（2023年 - ）

### 代表歴
- 2013 WBSC U-12ワールドカップアメリカ合衆国代表
- 2016 WBSC U-15ワールドカップアメリカ合衆国代表